# Никольский (Челябинская область)
Нико́льский — посёлок в Кусинском районе Челябинской области. Входит в состав Злоказовского сельского поселения.

## География
Расположен на берегу реки Большой Азям. Расстояние до районного центра, Кусы, 22 км.

## Население
| 2002 | 2010 |
| ---- | ---- |
| 191  | ↘159 |

По данным Всероссийской переписи, в 2010 году численность населения посёлка составляла 159 человек (75 мужчин и 84 женщины).

## Улицы
Уличная сеть посёлка состоит из 5 улиц.